# نورم ساندرز
نورم ساندرز (انگلیسی: Norm Sanders؛ زادهٔ ۱۵ اکتبر ۱۹۳۲) سیاستمدار، طرفدار محیط زیست، و کوهنورد اهل استرالیا است.
وی همچنین برندهٔ جوایزی همچون برنامه فولبرایت شده‌است.